# Premis Ictineu
Els Premis Ictineu son premis literaris instaurats l'any 2009 per les Tertúlies Catalanes de Ciència-Ficció, Fantasia i Terror (Ter-Cat). Des de l'any 2012 es troben sota l'auspici de la Societat Catalana de Ciència-ficció i Fantasia (SCCFF). Es concedeixen anualment a obres publicades l'any anterior, ja es tracti d'originals en català o de traduccions al català (inèdites).
Els premis es decideixen en dues fases. En la primera, partint de la llista de totes les publicacions aparegudes l'any anterior, i per votació popular oberta als membres de la SCCFF, es decideix una llista de finalistes de cadascuna de les categories. En la segona fase, la votació es duu a terme de manera paral·lela entre un grup de jurat i una votació popular, essent escollit el guanyador per la suma de totes dues valoracions. El lliurament dels premis es fa a la tardor, dins del marc de la CatCon.
Actualment hi ha sis categories: millor novel·la en català, millor novel·la traduïda al català, millor conte en català, millor conte traduït al català, millor il·lustració i millor antologia.

## Llista de guanyadors
D'ençà de la primera edició, els premiats en cadascuna de les diverses categories han estat:
| Any  | Millor novel·la en català                                | Millor novel·la traduïda                           | Millor conte en català                                                        | Millor conte traduït                                                   | Millor il·lustració                                                    | Millor antologia                        | Millor còmic publicat en català                                               | Millor assaig en català              |
| ---- | -------------------------------------------------------- | -------------------------------------------------- | ----------------------------------------------------------------------------- | ---------------------------------------------------------------------- | ---------------------------------------------------------------------- | --------------------------------------- | ----------------------------------------------------------------------------- | ------------------------------------ |
| 2009 | La mutació sentimental, Carme Torras                     | Planeta blau, Jeanette Winterson                   | El gat, Antoni Munné-Jordà                                                    | -                                                                      |                                                                        |                                         |                                                                               |                                      |
| 2010 | Mans lliures, Jordi de Manuel                            | Collita negra, Susana Vallejo                      | Descodificació aberrant, Sònia Boj                                            | Un reflex en la mirada, Susana Vallejo                                 |                                                                        |                                         |                                                                               |                                      |
| 2011 | El joc de Déu, Salvador Macip                            | La clau del secret, Susana Vallejo                 | La poma de l'Edèn, menut                                                      | Ànimes bessones, Mike Resnick i Lezli Robyn                            |                                                                        |                                         |                                                                               |                                      |
| 2012 | La febre del vapor, Jordi Font-Agustí                    | 1Q84, Haruki Murakami                              | Entropia minvant, Joaquim Casal                                               | Reunió de la mancomunitat de veïns, Néstor Darío Figueiras             |                                                                        |                                         |                                                                               |                                      |
| 2013 | Sírius 4, Alfons Mallol                                  | Tempesta d'espases, George R. R. Martin            | El llac Cheko, Xavier Domínguez                                               | Els cosins d'en Kallakak, Cat Rambo                                    |                                                                        |                                         |                                                                               |                                      |
| 2014 | La decisió de Manperel, Jordi de Manuel                  | El joc de l'Ender, Orson Scott Card                | La vida e-terna, Carme Torras                                                 | L'escalfabanqueta, Mike Resnick i Lezli Robyn                          |                                                                        |                                         |                                                                               |                                      |
| 2015 | Tenebra, Emili Gil                                       | The Leftovers, Tom Perrotta                        | Jo, androide, Júlia Sauleda                                                   | Saturn en sol menor, Stephen Kotowych                                  |                                                                        |                                         |                                                                               |                                      |
| 2016 | Michelíada, Antoni Munné-Jordà                           | Mig rei, Joe Abercrombie                           | Compartiu, si us plau, Hugo Camacho i Llers, 1939, Enric Bassegoda (ex aequo) | Ensenyant a llegir el Bigfoot, Geoffrey W. Cole                        |                                                                        |                                         |                                                                               |                                      |
| 2017 | Perímetre, Jair Domínguez                                | Ready Player One Ernest Cline                      | L'indigent, Carme Torras                                                      | Vacui Magia, L. S. Johnson.                                            | Portada de Procés de contradicció suficient, Studio Branca (Pol Abran) |                                         |                                                                               |                                      |
| 2018 | Enxarxats, Carme Torras Farishta, Marc Pastor (ex aequo) | Solenoide Mircea Cartarescu                        | Els hostes, Jordi de Manuel                                                   | L'exili d'en Barnaby, Mike Resnick                                     | L'enigma Perucho, Gregori Saavedra.                                    | Bestiari Autors Diversos                |                                                                               |                                      |
| 2019 | Jo soc aquell que va matar Franco, Joan-Lluís Lluís      | Els desposeïts, Ursula K. Le Guin                  | Plàstic, Salvador Macip                                                       | La Trinxadora, Stephen King                                            | Portada núm 4 de Freakcions, Carlos Acedo                              | Torn de nit Stephen King                |                                                                               |                                      |
| 2020 | Metal·lúrgia, Víctor Nubla                               | Alba, Octavia E. Butler                            | Engranatges, Elisenda Solsona                                                 | Benvinguts a la vostra autèntica experiència india', Rebecca Roanhorse | Il·lustració d'Alba, Vorja Sánchez                                     | Satèl·lits, Elisenda Solsona            |                                                                               |                                      |
| 2021 | L’Horror de Rèquiem, Marc Pastor                         | Guàrdies! Guàrdies!, Terry Pratchett               | Soc la llevadora, Roser Cabré-Verdiell                                        | El mercader i la Porta de l’Alquimista, Ted Chiang                     | Il·lustració de Llengua materna, Manuel Gutiérrez                      | Exhalació, Ted Chiang                   |                                                                               |                                      |
| 2022 | L'estrany miratge, Enric Herce                           | Piranesi, Susanna Clarke                           | Revolucionaris, Salvador Macip                                                | La història de la teva vida, Ted Chiang                                | Il·lustració de Déus menuts, Marina Vidal                              | La història de la teva vida, Ted Chiang |                                                                               |                                      |
| 2023 | Uns déus ferotges, Daniel Genís                          | El mar de la tranquil·litat, Emily St. John Mandel | La llavor humana, Carme Torras                                                | Presència, Ken Liu                                                     | Il·lustració de Fundació, Guillem H. Pongillupi                        | Freakcions #8                           | La paràbola del sembrador, Damian Duffy i John Jennings,                      |                                      |
| 2024 | Un àngel cruel, Edgar Cotes                              | L'oceà al final del camí, Neil Gaiman              | Els pirates de Hemingway, Javier Calvo                                        | Aquestes coses sense vida, Premee Mohamed                              | Il·lustració de L'oceà al final del camí,                              | Tàndems fantàstics                      | Friday 1. El primer dia de Nadal, Ed Brubaker, Marcos Martín i Muntsa Vicente | L'onada a la ment, Ursula K. Le Guin |